# 南阳黄牛
南阳黄牛，原产自河南省南阳市，是中国四大名牛之首。

## 历史
南阳地区的养牛历史可以追溯到春秋时代，那时的南阳黄牛已进入了舍饲、圈养阶段。古时的秦国名相百里奚就善于养牛，在他大半生的落魄生涯中，于南阳城西麒麟岗养牛成为他谋生的主要手段。在明清时代，南阳黄牛的饲养已经遍布于唐白河流域。

## 牛文化
南阳是一座历史文化名城，南阳黄牛在本地具有深远的文化意义。从八百里伏牛山（南阳伏牛山世界地质公园），到牛郎织女的神话传说（河南省第一批非物质文化遗产），再到南阳市唐河县一年一度的黄牛节，黄牛是南阳文化的重要组成部分。

## 影响
现在中国大陆对香港的牛肉供应有部分来自南阳黄牛。

## 统计数据
截至2003年，南阳市黄牛饲养量达442.2万头，其中存栏300.5万头，占全国2.3%、全省的22.6%；年产牛肉18.2万吨。